# Salsa di ostriche
La salsa di ostriche è un condimento prodotto con la cottura di ostriche e utilizzato per esaltare i sapori delle pietanze. Sono in commercio diversi tipi di questa salsa e la più comune si presenta come un liquido denso di color marrone scuro prodotto con ostriche, zucchero, sale e acqua addensata con amido di mais. Il colore scuro nelle migliori salse di ostriche è naturale ma in alcuni casi viene ottenuto con la caramellizzazione. Viene ampiamente usata nelle cucina cantonese, thailandese, malese, vietnamita e cambogiana.

## Storia
Fu inventata nel 1888 casualmente da Lee Kum Sheung, gestore di un locale in cui si serviva tè a Nanshui, nei pressi di Zhuhai, nella provincia cinese del Guangdong. La bevanda veniva servita con un brodo caldo di ostriche; un giorno Lee Kum Sheung dimenticò le ostriche sul fuoco e quando se ne accorse trovò al posto del brodo una densa e scura salsa con un ottimo sapore. Iniziò a venderla ed ebbe grande successo, si spostò in seguito a Macao dove nei primi anni del Novecento commercializzò il prodotto fondando la Lee Kum Kee, che sarebbe diventata un'azienda leader del mercato anche di altri ingredienti di cucina, oltre che della salsa di ostriche. Negli anni 1930 la famiglia di Lee aprì nuove filiali a Hong Kong e Canton, cominciando a esportare all'estero per le comunità di emigrati cinesi, in particolare verso gli Stati Uniti, dove la salsa divenne presto famosa.
Nello stesso periodo in cui Lee aveva fondato la sua azienda, a Macao aveva iniziato la produzione anche la Wing Sang, un'azienda concorrente che nel 1934 vinse un premio a Oporto per la propria salsa fatta rigorosamente a mano, dopo il quale iniziò a esportare in America e in Europa. Negli anni successivi l'industria della salsa di ostriche si diffuse a Macao e negli anni tra il 1960 e il 1980 erano più di 10 le aziende locali che la producevano. All'inizio degli anni 1980 le acque di Macao erano diventate inquinate e gli allevamenti di ostriche furono dismessi, in quegli stessi anni subentrò l'automazione industriale e la maggior parte delle aziende artigianali furono chiuse. La salsa era intanto diventata un ingrediente fondamentale per la cucina cantonese e fu adottata anche dalle maggiori cucine cinesi tra cui quella dello Shandong, del Fujian, quella speziata del Sichuan, dello Zhejiang ecc., divenne inoltre un ingrediente basilare anche per la cucina thailandese, vietnamita, malese e di Singapore.

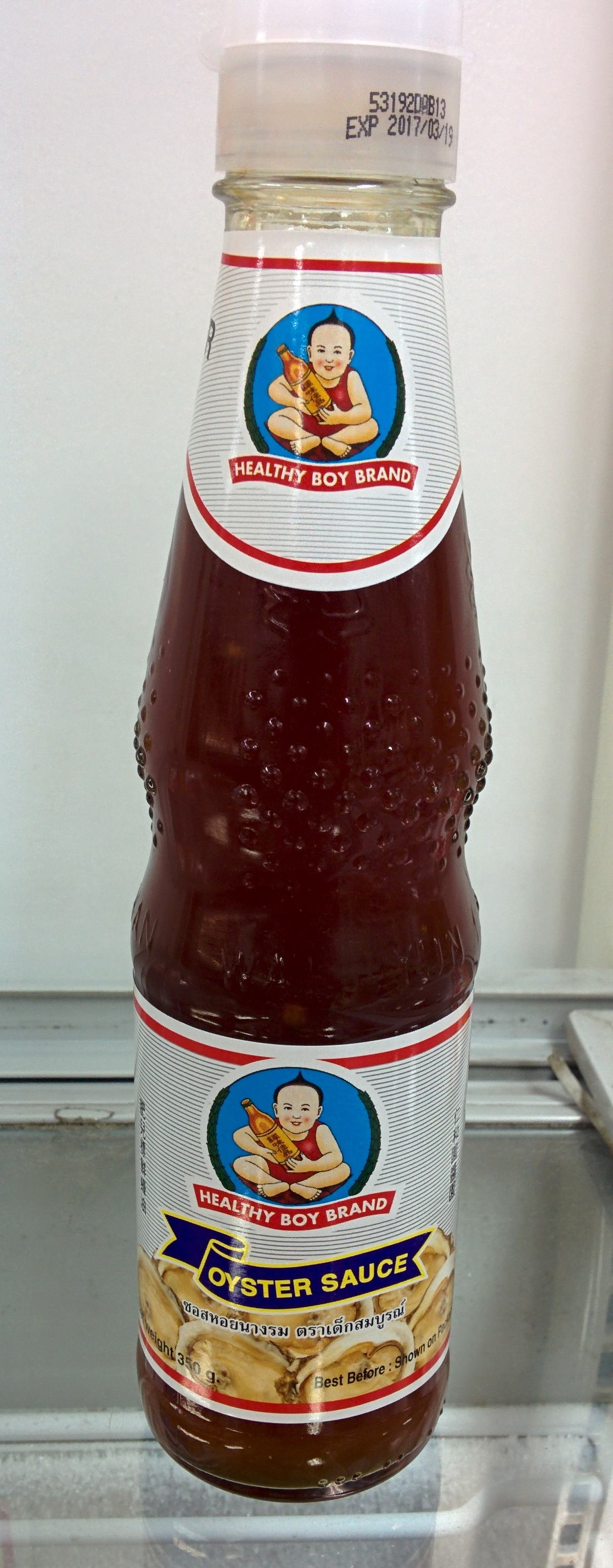
Salsa di ostriche thailandese

## Produzione
Secondo la ricetta originale, la salsa si ottiene cucinando a fuoco lento le ostriche nell'acqua fino a quando il liquido diventa una densa, scura e gustosa salsa. Le migliori salse si hanno dopo un'accurata selezione e pulizia delle migliori e ben mature ostriche e cuocendole per alcune ore il giorno stesso in cui sono state raccolte in mare. Non dovrebbero contenere alcun altro ingrediente. Salse di qualità inferiore vengono fatte in tempi più stretti con l'uso di zucchero, sale, amido di mais e vengono aromatizzate con estratti di ostriche e altre essenze, tra cui salsa di soia e glutammato monosodico. Lo zucchero migliora il gusto e il colore, mentre l'amido di mais aumenta la viscosità.
Alcune aziende hanno incrementato la produzione accelerandone il processo con l'automazione industriale per arrivare a una produzione di massa. Gli estratti di ostriche vengono pesati e mischiati con macchine a controllo elettronico con zucchero e amido di mais, ricavando una miscela omogenea che viene cotta in ambienti sigillati ad alte temperature in un sistema computerizzato. Una volta pronta, la salsa viene quindi sottoposta al controllo di qualità e confezionata attraverso una rete di tubi sigillati. Oltre alla Cina, tra i maggiori produttori mondiali vi sono la Thailandia e la Malaysia.

## Caratteristiche
La salsa di ostriche è ricca di umami ed esalta i sapori delle pietanze grazie alla alta percentuale di glutammato monosodico naturale, circa 900 milligrammi ogni 100 grammi, anche se in molte delle salse di ostriche presenti in commercio viene aggiunto glutammato monosodico industriale. Si adatta in genere ai gusti di chiunque e il suo sapore è ricco ed equilibrato. È particolarmente indicata per i piatti a base di verdure, tofu, pesce e pollo. Se usata nella giusta misura non altera il gusto originale. Oltre ad arricchire il gusto delle pietanze, ne migliora anche il colore, la luminosità e ne aumenta il salato. È uno degli ingredienti fondamentali nelle cucine dei ristoranti e delle famiglie cinesi, un altro dei suoi utilizzi è per piatti di pasta fritta al salto come la cinese chow mein.

## Varietà

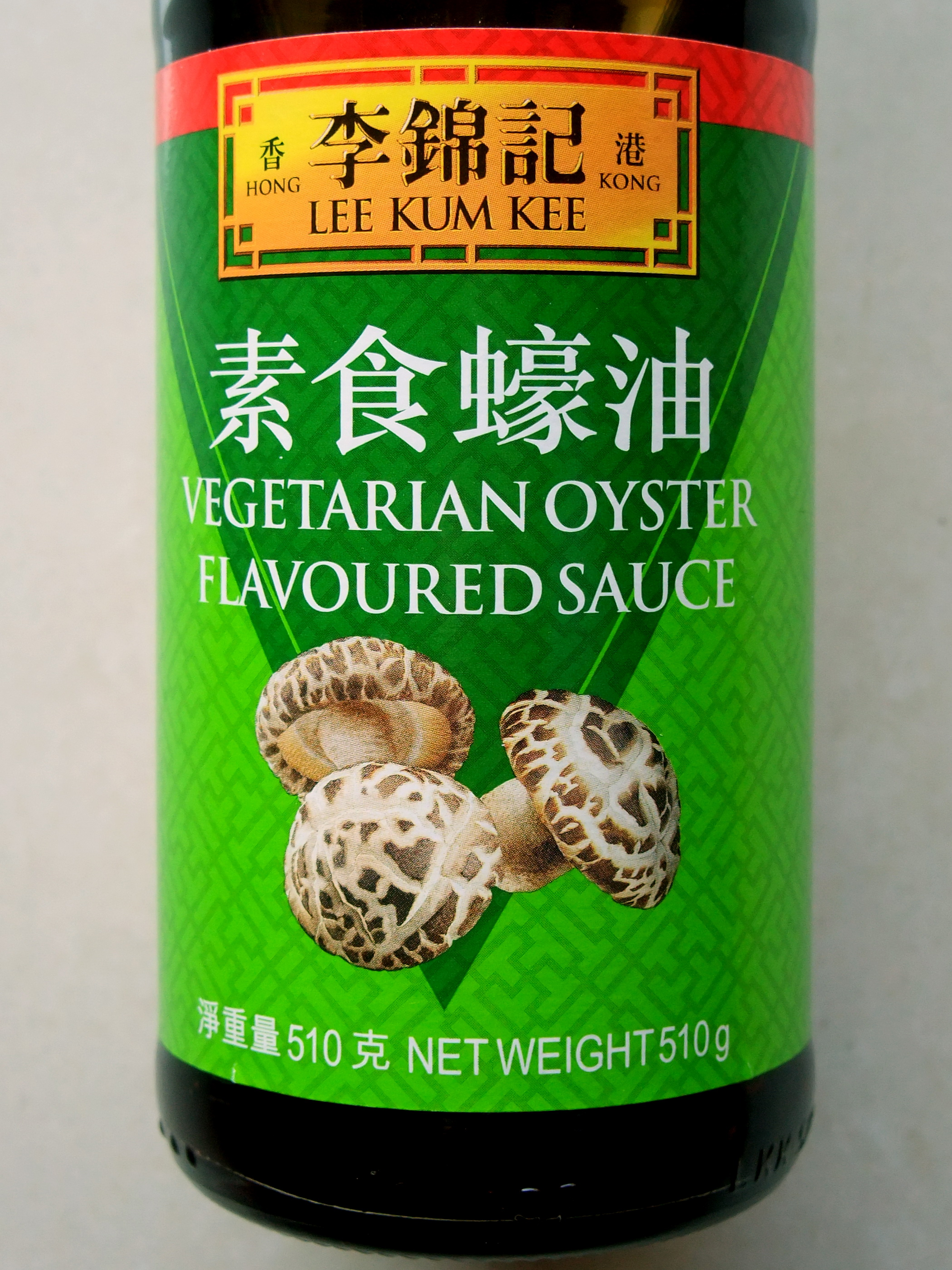
Salsa vegetariana di ostriche della Lee Kum Kee

### Salsa vegetariana di ostriche
La salsa vegetariana di ostriche viene preparata con l'utilizzo di funghi del genere Pleurotus o con gli shiitake dell'Estremo Oriente. È abbastanza diffusa e costa meno di una normale salsa di ostriche. Per contenere ulteriormente il prezzo può essere prodotta anche con un esaltatore di sapidità.

### Salsa di ostriche senza glutammato monosodico
Con la progressiva diffusione di una cultura salutistica riguardante il cibo, alcune aziende hanno iniziato a produrre salse di ostriche senza glutammato monosodico, che è di solito presente in molte delle salse reperibili sul mercato.

### Salsa di ostriche europea
Nella cucina francese e inglese dell'Ottocento, la salsa di ostriche era una variante al gusto di ostriche della besciamella, ottenuta aggiungendo brodo di ostriche. Alcune ricette comprendenti questo tipo di salsa risalgono al 1806.

## Effetti sulla salute
Nel 2001, l'agenzia britannica Food Standards fece dei test in diverse salse di ostriche e di soia e nel 22% dei casi trovarono quantità superiori a quelle stabilite dall'Unione europea di 3-cloro-1,2-propandiolo, composto organico clorurato cancerogeno. La maggior parte di questi campioni presentavano inoltre tracce di 1,3-dicloropropan-2-olo, ritenuto dagli esperti inammissibile nel cibo. Le salse in oggetto furono quindi bandite e ritirate dal mercato.